# Comuna Pasicina, Nadvirna
Pasicina (în ucraineană Пасічна) este o comună în raionul Nadvirna, regiunea Ivano-Frankivsk, Ucraina, formată din satele Bukove, Pasicina (reședința), Postoiata și Sokolovîțea.

## Demografie
Componența lingvistică a comunei Pasicina
     Ucraineană (99,85%)
     Alte limbi (0,13%)
Conform recensământului din 2001, majoritatea populației comunei Pasicina era vorbitoare de ucraineană (99,85%), existând în minoritate și vorbitori de alte limbi.